# Gilberto Sousa Marques
Gilberto Sousa Marques (século XX) foi um médico e professor português, considerado um dos pioneiros do espiritismo português. Foi cônsul de Portugal em Providence e um dos grandes impulsionadores dos estudos sobre a família Corte-Real e a Pedra de Dighton.

## Biografia
Diplomado com o Curso Superior de Comércio, doutor pela Faculdade de Medicina da International University, foi director e professor da Escola Industrial e Comercial de Nun'Álvares, de Viana do Castelo.
Ainda na infância assistia com a mãe a sessões de Espiritismo, em casa de uma família amiga.
Compareceu ao I Congresso Espírita Universal, realizado em Bruxelas de 14 a 18 de maio de 1910, onde foi criado o "Bureau International du Spiritisme", com sede em Liége, na Bélgica, sendo nomeado, em 5 de julho de 1911, delegado do Bureau em Portugal.
Para poder participar do II Congresso Espírita Universal, fundou em Lisboa a Aliança Neo-Espiritualista Portuguesa.